# 龐俊 (明朝)
龐俊（1508年—？），字孟章，號南泉，陝西西安府涇陽縣人，民籍，明朝政治人物。

## 生平
嘉靖十三年（1534年）甲午科陝西鄉試第四十九名舉人，二十六年（1547年）中式丁未科會試第八十六名，三甲第十七名進士。工部觀政，授鎮江府推官，二十九年（1550年）升廣東道監察御史，調廣西道監察御史。

## 家族
曾祖龐玉；祖父龐政；父龐臣，典史。母張氏。